# 特例子会社
特例子会社（とくれいこがいしゃ）は、日本法上の概念で、障害者の雇用に特別な配慮をし、障害者の雇用の促進等に関する法律第44条の規定により、一定の要件を満たした上で厚生労働大臣の認可を受けて、障害者雇用率の算定において親会社の一事業所と見なされる子会社である。
完全子会社の場合が多いが、地元自治体の出資を入れる第三セクターの形を採るものもある。

## 概要
従業員45.5名以上（短時間勤務者を0.5人として換算）を擁する会社は、そのうち障害をもっている従業員を、従業員全体の2.3%以上雇用することが義務付けられている（重度障害者の場合は2名として計算される）が、特例として会社の事業主が障害者のための特別な配慮をした子会社を設立し、一定の要件を満たす場合には、その子会社に雇用されている障害者を親会社や企業グループ全体で雇用されているものとして算定できる。このようにして設立、経営されている子会社が、特例子会社である。

## 歴史
- 1960年 - 身体障害者雇用促進法（現・障害者の雇用の促進等に関する法律）が制定される。
- 1976年 - 法改正により、企業の障害者雇用が義務となる。
- 2002年10月 - 法改正により、障害者実雇用率を単一の親会社だけでなく、関連会社を含めたグループ全体で算定可能になる。
- 2013年4月1日 - 15年ぶりに企業の法定雇用率が改定され、2.0%となる（国、地方公共団体、特殊法人等は2.3%、都道府県等の教育委員会は2.2%）。
- 2018年4月 - 法定雇用率の引き上げがあり、2.2%となる。
- 2021年3月 - 法定雇用率の引き上げがあり、2.3%となる。

## 認可の要件

### 親会社
- 親会社（法人）が当該子会社の意思決定機関を支配していること。

### 子会社
- 当該子会社の行う事業と当該事業主の行う事業との人的関係が緊密であること。
- 当該子会社が雇用する身体障害者又は知的障害者である労働者の数及びその数の当該子会社が雇用する労働者の総数に対する割合が、それぞれ、厚生労働大臣が定める数及び率以上であること。
- 当該子会社がその雇用する身体障害者又は知的障害者である労働者の雇用管理を適正に行うに足りる能力を有するものであること。
- その他当該子会社の行う事業において、当該子会社が雇用する重度身体障害者又は重度知的障害者その他の身体障害者又は知的障害者である労働者の雇用の促進及びその雇用の安定が確実に達成されると認められること。

## 問題点
特例子会社に限らないものの、雇用形態として非正規雇用が多い。また、業務内容として頭脳労働が中心であるため、身体障害者が能力次第で比較的採用されやすいのに対し、それ以外の知的・精神障害者を採用している特例子会社が少ないのが現状である。「障害者を排除した職場」と「障害者だけの職場」を作ることとは、障害者の生活保障にはなっても「健常者と障害者の共生」にはほど遠くなってしまう恐れがある。